# 喬阿鎮區 (北卡羅萊納州葛蘭姆縣)
喬阿鎮區（英語：Cheoah Township）是位於美國北卡羅萊納州葛蘭姆縣的一個鎮區。

## 地方資料
喬阿鎮區的面積為417.76平方千米，皆為陸地。根據2020年美國人口普查的數據，當地共有人口5898人，而人口密度為每平方千米14.12人。